# ゼノキシロン属
ゼノキシロン属（ゼノキシロンぞく、Xenoxylon）とは、中生代三畳紀から白亜紀にかけて北半球に分布したとされる植物の一種である。裸子植物（針葉樹）であろうとされているが、どの種に近いのかが判明しない。ゼノキシロン属（Xenoxylon）は、ラテン語の「xeno-：不明な」と「-xylon：材」から命名された。そのため、「ザイシツフメイ属」と訳される場合もある。

## 概要
ゼノキシロン属の種は、ノルウェーのスピッツベルゲンのジュラ紀後期の地層にて報告されたピヌテス・ラティポロサス（Pinutes latiporosus、後にゼノキシロン・ラティポロスムと改名）が最初である。ゼノキシロン属は、世界各地で発見され10数種ほど知られている。ゼノキシロン属は、三畳紀末からジュラ紀にヨーロッパからアジアにかけての北半球に分布を広げていたが、白亜紀にはヨーロッパから衰退し、白亜紀後期にはサハリンやアラスカにわずかに分布変遷し、白亜紀末で絶滅したことがわかってきた。しかし、木材構造から針葉樹の一種であることが分かっているが、現在のどのグループに近いのかは不明である。

## 樹属
ナギに近いポドザミテス属（Podozamites）と共産することが多く、その仲間とする見解もある。

## 分布
ゼノキシロン属の木材化石は、ノルウェーのスピッツベルゲン近郊で発掘された後、ヨーロッパ各国やシベリア地方、中国、朝鮮半島でも発見され、日本でも手取層群（福井県、石川県、富山県、岐阜県）や来馬層群（富山県、新潟県）、成羽層群（岡山県）から発見されている。